# Agrartechnikum Buivydiškės

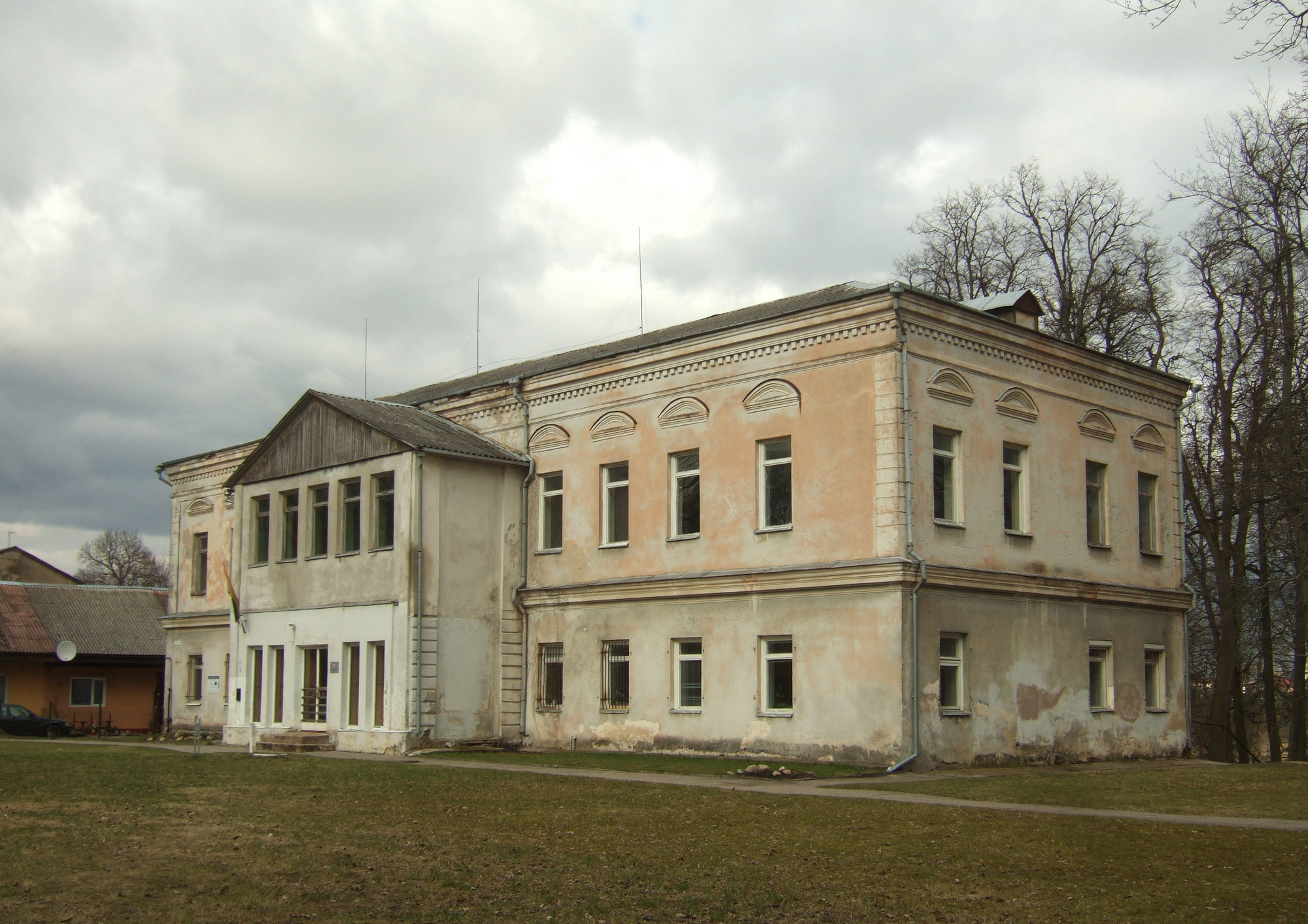
Gebäude des ehemaligen Technikums

Das Agrartechnikum  Buivydiškės war eine berufsbildende Schule (Technikum) in Sowjetlitauen und danach eine Höhere Schule für Agrarwissenschaften und Landwirtschaft im Dorf Buivydiškės  (heute im Amtsbezirk Zujūnai der Rajongemeinde Vilnius, nordwestlich der litauischen Hauptstadt Vilnius).  Jetzt funktioniert die Bildungseinrichtung als Fakultät für Agrartechnologien von Kolleg Vilnius. 

## Geschichte
1953 wurde das Sowchos im ehemaligen Gutshof Buivydiškės gegründet.
1961 wurde das Landwirtschaftstechnikum Buivydiškės (Buivydiškių žemės ūkio technikumas) errichtet. Von 1990 bis 2001 gab es die Höhere Landwirtschaftsschule Buivydiškės (Buivydiškių aukštesnioji žemės ūkio mokykla).  2001 wurde die juristische Eigenständigkeit der Schule aufgelöst und das Landwirtschaftsstudien-Zentrum Buivydiškės (Buivydiškių žemės ūkio studijų centras) von Kolleg Vilnius gegründet. Es wurde zur Fakultät (Agrotechnologijų fakultetas) dieser Hochschule. 